# 西桐生駅
西桐生駅（にしきりゅうえき）は、群馬県桐生市宮前町二丁目にある上毛電気鉄道上毛線の駅。同線の終点である。

## 歴史
- 1928年（昭和3年）11月10日 - 開業[2]。
- 1992年（平成4年）9月21日 - 東武鉄道の急行列車「りょうもう」の急行券の取り扱いを開始[3]。
- 1998年（平成10年） - 「関東の駅百選」に選定される。
- 2005年（平成17年）12月26日 - 駅舎とプラットホーム上屋が国の登録有形文化財に登録される[4]
- 2016年（平成28年） - 駅舎が「上毛電気鉄道関連施設群」の一部として、土木学会選奨土木遺産に選ばれる[5]。

## 駅構造
島式ホーム1面2線を有する地上駅。木造駅舎を有する。
| 1・2 | ■上毛線 | 中央前橋方面 |

- 直営駅であるが、早朝と深夜は駅員無配置となる。
- 交互発着があるのは朝のみである。日中以降のほとんどの列車は北側（1番線）のホームに停車する。
- 夜間滞泊が設定されている。

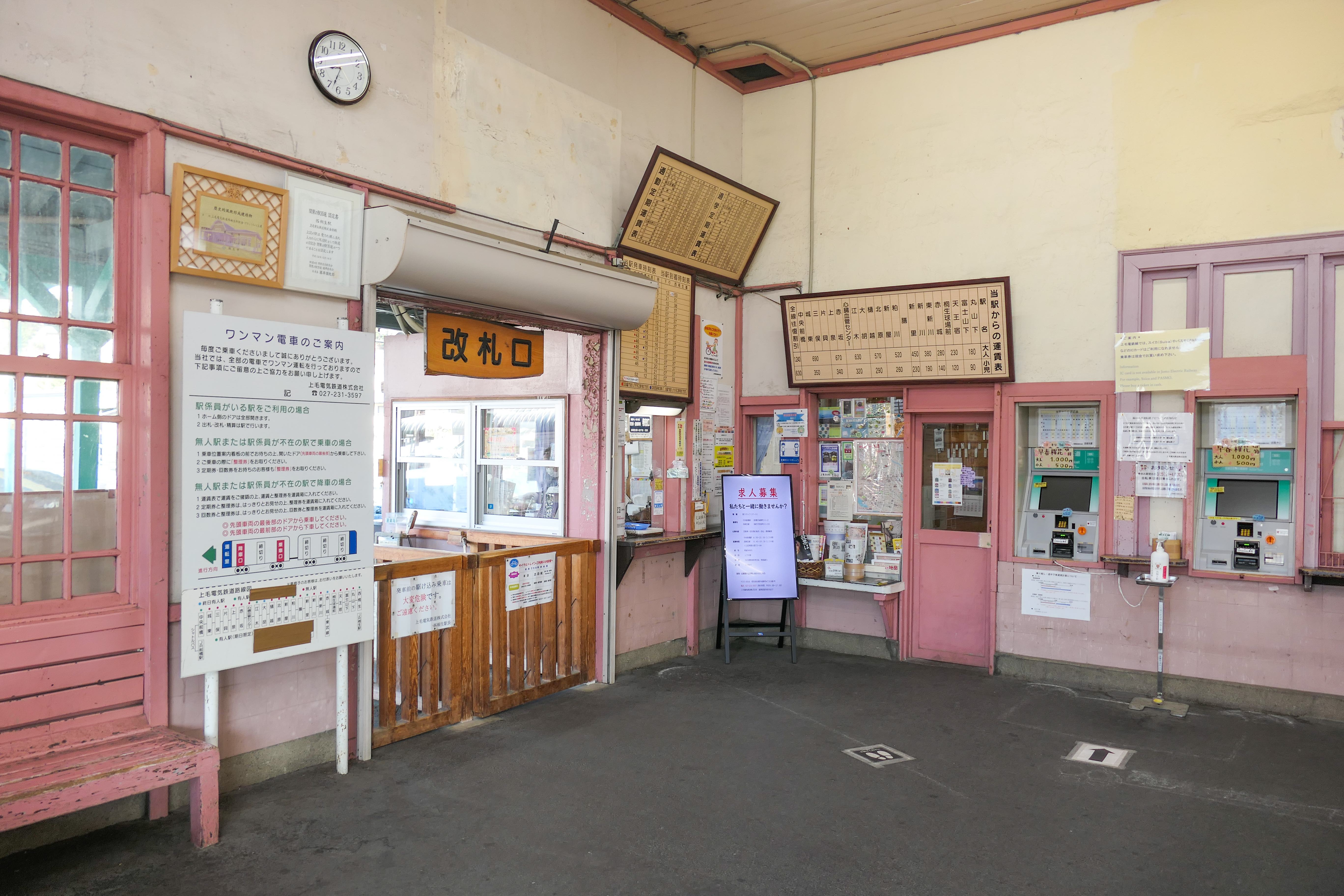
改札口と切符売り場（2023年4月）
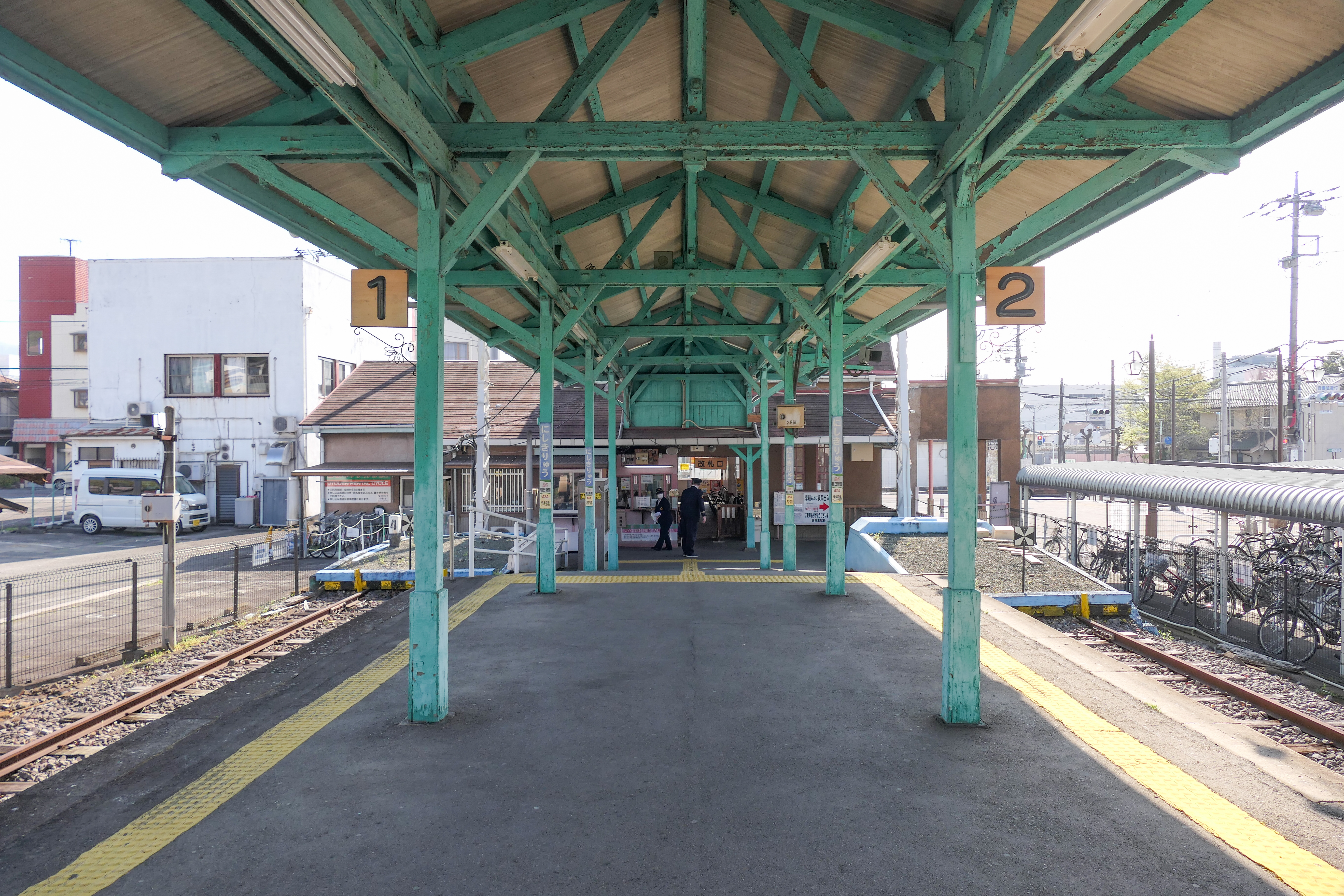
ホーム（2023年4月）

駅舎は開業当時から使用されている木造駅舎で、マンサード屋根の洋風建築の建物になっている。ただし宿直室は和風の畳部屋、隣の台所は三和土の土間であり全体としては和洋折衷の建物になっている。そのため「織物の町桐生市内に開設当時から残る保存が望まれる駅舎で機織りが体験できる駅」という理由で、関東の駅百選の第2回選定対象となった。また、駅本屋とプラットホーム上屋が登録有形文化財に登録されている。

## 利用状況
1日の平均乗降人員は以下の通りである。出典は桐生市統計書より。
| 年度               | 1日平均人数 |
| ------------------ | ----------- |
| 2009年（平成21年） | 1,698       |
| 2010年（平成22年） | 1,722       |
| 2011年（平成23年） | 1,818       |
| 2012年（平成24年） | 1,762       |
| 2013年（平成25年） | 1,774       |
| 2014年（平成26年） | 1,715       |
| 2015年（平成27年） | 1,658       |
| 2016年（平成28年） | 1,630       |
| 2017年（平成29年） | 1,638       |
| 2018年（平成30年） | 1,691       |
| 2019年（令和元年） | 1,633       |
| 2020年（令和02年） | 1,288       |
| 2021年（令和03年） | 1,346       |

## 駅周辺
| - 桐生駅（JR両毛線 / わたらせ渓谷鐵道・わたらせ渓谷線） - 山手通り - 群馬県道351号西桐生停車場線 - 暮六つ - MEGAドン・キホーテ 桐生店 - 桐生市役所 - 桐生郵便局 - 桐生宮前町郵便局 - 桐生宮本町郵便局 - 新川公園 - 桐生市立図書館 | - 花月旅館 - ビジネスホテル西桐生 - 吾妻公園 - 水道山公園 - 水道山記念館 - 大川美術館 - 九区遊園地（公園） - 光明寺 - 桐生市立西幼稚園 - 桐生市立西小学校 - 桐生大学附属中学校・桐生第一高等学校 |

## その他
道を挟んで隣には桐生大学附属中学校・桐生第一高等学校の特別進学系の校舎がある。

### 文化財等
登録有形文化財 - 2005年（平成17年）12月26日登録
- 駅舎[7][8]
- プラットホーム上屋[9][10]

土木学会選奨土木遺産 - 2016年度（平成28年度）認定
- 駅舎[5]。（上毛電気鉄道関連施設群の一部として）

### ロケ地となった作品
当駅では、以下の作品でロケ地として使用されている。
映画
- 人のセックスを笑うな（2008年） - 主人公みるめが初めてユリのアトリエを訪れる場面において下車駅になっている。
- 君に届け（2010年） - 駅舎前広場が使用された[11]。

## 隣の駅
上毛電気鉄道
■上毛線
丸山下駅 - 西桐生駅